# Société française d'ichtyologie
 (décembre 2021).
La mise en forme du texte ne suit pas les recommandations de Wikipédia : il faut le « wikifier ».
Les points d'amélioration suivants sont les cas les plus fréquents :
- Les titres sont pré-formatés par le logiciel. Ils ne sont ni en capitales, ni en gras.
- Le texte ne doit pas être écrit en capitales (les noms de famille non plus), ni en gras, ni en italique, ni en « petit »…
- Le gras n'est utilisé que pour surligner le titre de l'article dans l'introduction, une seule fois.
- L'italique est rarement utilisé : mots en langue étrangère, titres d'œuvres, noms de bateaux, etc.
- Les citations ne sont pas en italique mais en corps de texte normal. Elles sont entourées par des guillemets français : « et ».
- Les listes à puces sont à éviter, des paragraphes rédigés étant largement préférés. Les tableaux sont à réserver à la présentation de données structurées (résultats, etc.).
- Les appels de note de bas de page (petits chiffres en exposant, introduits par l'outil «  Source ») sont à placer entre la fin de phrase et le point final[comme ça].
- Les liens internes (vers d'autres articles de Wikipédia) sont à choisir avec parcimonie. Créez des liens vers des articles approfondissant le sujet. Les termes génériques sans rapport avec le sujet sont à éviter, ainsi que les répétitions de liens vers un même terme.
- Les liens externes sont à placer uniquement dans une section « Liens externes », à la fin de l'article. Ces liens sont à choisir avec parcimonie suivant les règles définies. Si un lien sert de source à l'article, son insertion dans le texte est à faire par les notes de bas de page.
- La présentation des références doit suivre les conventions bibliographiques. Il est recommandé d'utiliser les modèles {{Ouvrage}}, {{Chapitre}}, {{Article}}, {{Lien web}} et/ou {{Bibliographie}}. Le mode d'édition visuel peut mettre en forme automatiquement les références.
- Insérer une infobox (cadre d'informations à droite) n'est pas obligatoire pour parachever la mise en page.

Pour une aide détaillée, merci de consulter Aide:Wikification.
Si vous pensez que ces points ont été résolus, vous pouvez retirer ce bandeau et améliorer la mise en forme d'un autre article.
Créée le 28 janvier 1976, la Société française d’Ichtyologie (SFI) est une société savante qui s’est développée et internationalisée rapidement. Malgré un changement de statut en 1988, ses objectifs n’ont pas varié depuis 1976. C’est pour répondre au quatrième point de ses objectifs – assurer la liaison entre ses membres par la diffusion d’une publication spécifique – que la revue Cybium a été créée dès 1977. La SFI a pris aussi l’initiative de publier ou d’aider à publier certains ouvrages qui ont fait l’objet ou non de numéros spéciaux de la revue.

## Historique

### La Société française d'ichtyologie
L’histoire de la SFI est étroitement liée à l’existence d’une autre société savante qui tentait de survivre encore en juin 1976, la Société centrale d'aquiculture et de pêche (SCAP), dont l’activité était déclinante. La SCAP avait été créée en 1895, initialement sous le nom de Société centrale d’Aquiculture (SCA), pour rassembler tous ceux qui s’intéressaient aux poissons sous une forme ou une autre, poissons marins et poissons d’eau douce, mais dont l’intitulé changea rapidement dès 1895, pour devenir la SCAP.
De 1889 à 1894, la SCAP publie le Bulletin de la Société centrale d'aquiculture puis de 1895 à 1950 le Bulletin de la Société centrale d'aquiculture et de pêche dont l’importance ira en déclinant. La SCAP a souffert des conséquences des deux guerres mondiales (arrêt des activités pendant ces périodes) et a subi la concurrence de plusieurs institutions : création de l’Office scientifique et technique des pêches maritimes, futur ISTPM, fusionné plus tard avec le CNEXO pour constituer l’IFREMER. Peu à peu la SCAP est contrainte de réduire ses attributions originelles.
En 1976, la SCAP ne comptait plus que 106 membres (plus de 350 en 1938) et n’avait plus de bulletin, si ce n’est une à trois pages dans le Bulletin français de la pêche et de la pisciculture ; elle n’avait plus de président depuis plusieurs années, mais elle avait encore deux vice-présidents (J. Wurtz-Arlet et J.-C. Hureau). Lors d'une assemblée générale extraordinaire, le 9 novembre 1976, une majorité absolue des membres présents décide la dissolution de la SCAP et la dévolution de son actif à la Société Française d’Ichtyologie (SFI), nouvellement créée : la plupart de ses membres rejoignirent alors la SFI.
Fondée le 28 janvier 1976 à l’initiative de six membres fondateurs – Marie-Louise Bauchot, Jacques Daget, Jean-Claude Hureau, Théodore Monod, Yves Plessis et Charles Roux – afin de bien représenter la communauté ichtyologique française au moment où le 2e congrès européen des ichtyologistes se préparait à Paris (Unesco, 8-15 sept. 1976), la SFI s’est développée et internationalisée assez rapidement. Créée avec l’objectif de conserver un lien fort avec le Laboratoire d’ichtyologie générale et appliquée du Muséum national d’Histoire naturelle, elle est dotée d’un premier statut qui donnait de grands pouvoirs au directeur de ce laboratoire : président de droit de la SFI, il désignait deux membres du conseil d’administration, alors qu’il n’y avait que neuf élus. Avec le développement du nombre de ses membres et leur diversification géographique, la SFI a ressenti le besoin de modifier ses statuts en 1988 afin d’avoir une direction plus ouverte vers l’extérieur : 12 élus et quatre membres choisis et nommés par le conseil d’administration pour leurs liaisons avec le monde des poissons, président et bureau élus par le CA, en son sein.
Cependant les objectifs de la SFI n’ont pas varié depuis 1976 : regrouper les personnes physiques et morales intéressées au développement de l’ichtyologie fondamentale et appliquée, représenter les membres de la société auprès des instances nationales et internationales, promouvoir et coordonner la recherche dans le domaine de ses compétences, assurer la liaison entre ses membres par la diffusion d’une publication spécifique. C’est pour répondre à ce dernier point que la revue Cybium est créée dès 1977.

### Cybium
Créé dès 1947 sous le nom de Cybium, Bulletin de l’association des amis du laboratoire des pêches coloniales du Muséum national d’Histoire naturelle, un numéro annuel estédité jusqu’en 1954. Le nom de Cybium a été choisi par Théodore Monod en 1947 en hommage au Scombridae Cybium commersoni (devenu Scomberomorus commerson). Théodore Monod écrit au sujet de ce poisson dans l'éditorial du n° 1, octobre 1947 : « D’abord parce qu’il est partout, du Sénégal aux Tuamotu, des Antilles à Madagascar et de Conakry à Clipperton (en passant par Pondichéry et Nha trang) et que ses escadrilles, essaims de traits tout vibrants, fonçant droit devant elles, implacables et pressées, sont l’image d’une volonté qui ne sait qu’un seul but et le veut atteindre … Enfin – il faut bien le dire puisque nous sommes ici, ouvertement, en anthropocentrisme – parce qu’il est … bon : bon pour les Clupes je n’oserais pas m’en porter garant, mais le mot a plusieurs sens et le point de vue de “l’utilisateur final” – comme on dit – est, ici, respectable. J’ajoute que le Cybium est sociable et ne demande qu’à se faire de nombreux amis »
Depuis 1947, le logo représentant un alevin de poisson dominant la terre est reproduit sur tous les numéros de Cybium, avec la devise « et praesit piscibus », (et qu’il domine sur les poissons). Cybium cesse de paraître de 1955 à 1967 ; en 1968, le personnel du laboratoire des Pêches d’outre-mer décide de le faire renaître sous forme de Contributions annuelles dans lesquelles étaient regroupées toutes les publications de l’année, produites par les chercheurs. Cette formule perdure jusqu’en 1976, sous le nom Cybium. Nouvelle série. En 1977, un an après la fondation de la SFI, Cybium devient une revue à parution régulière, sous le nom Cybium, 3e série. Deux fascicules sont publiés en 1977 et en 1978, trois en 1979 ; dès 1980, un rythme de quatre numéros par an est maintenu, avec une modification du système de numérotation à partir de 1981. La revue devient, en 1990, avec une présentation plus attrayante, Cybium. Revue européenne d’ichtyologie, pour finalement prendre sa forme et son nom actuels, Cybium, Revue internationale d’ichtyologie avec une nouvelle couverture bleue, un nouveau format et une nouvelle présentation, de 1990 à 2017. 

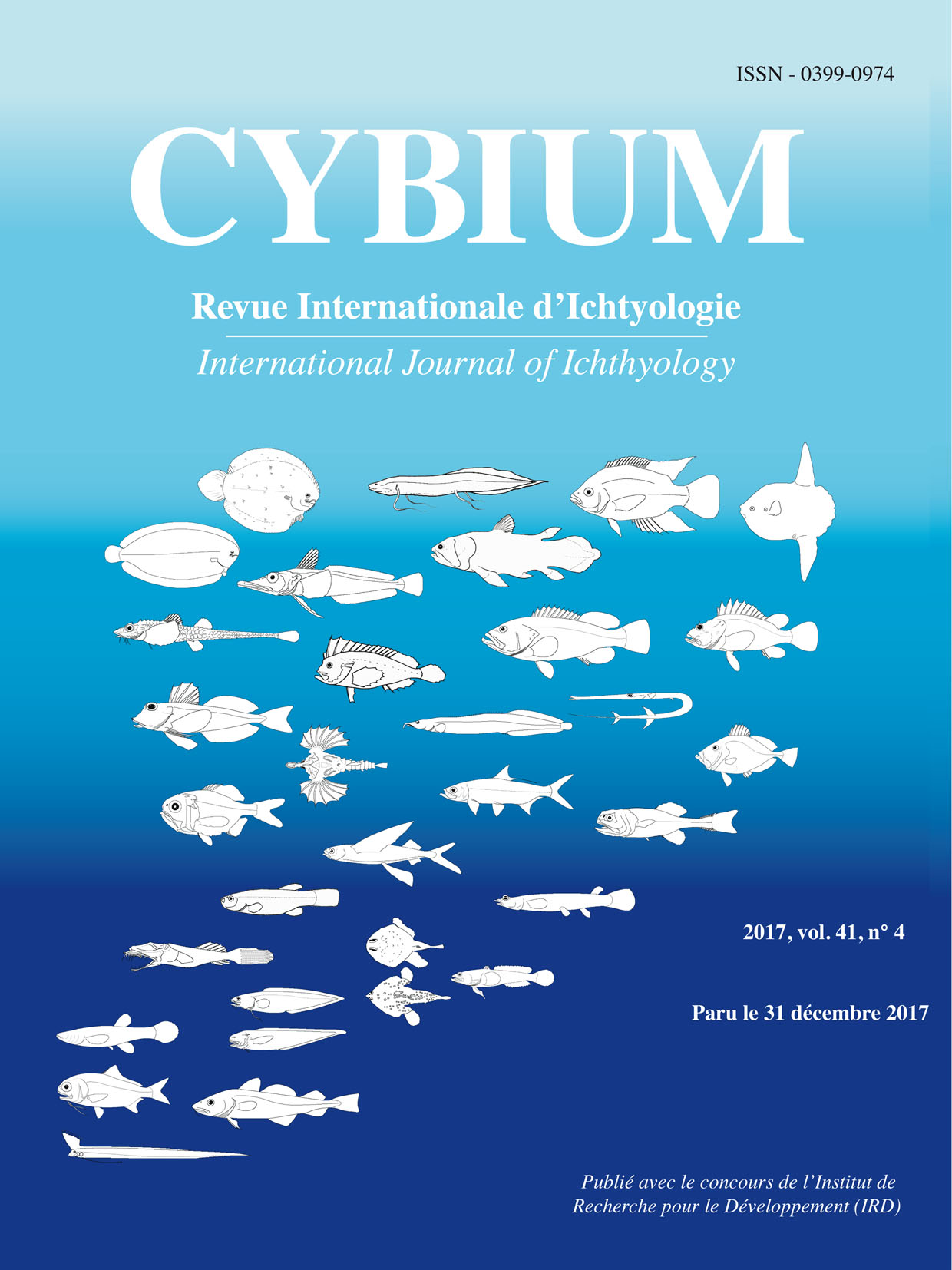
Couverture de Cybium 2017, vol. 41, n° 4.

La couverture de Cybium a été modifiée en 2018 pour passer à une couverture thématique différente par numéro.

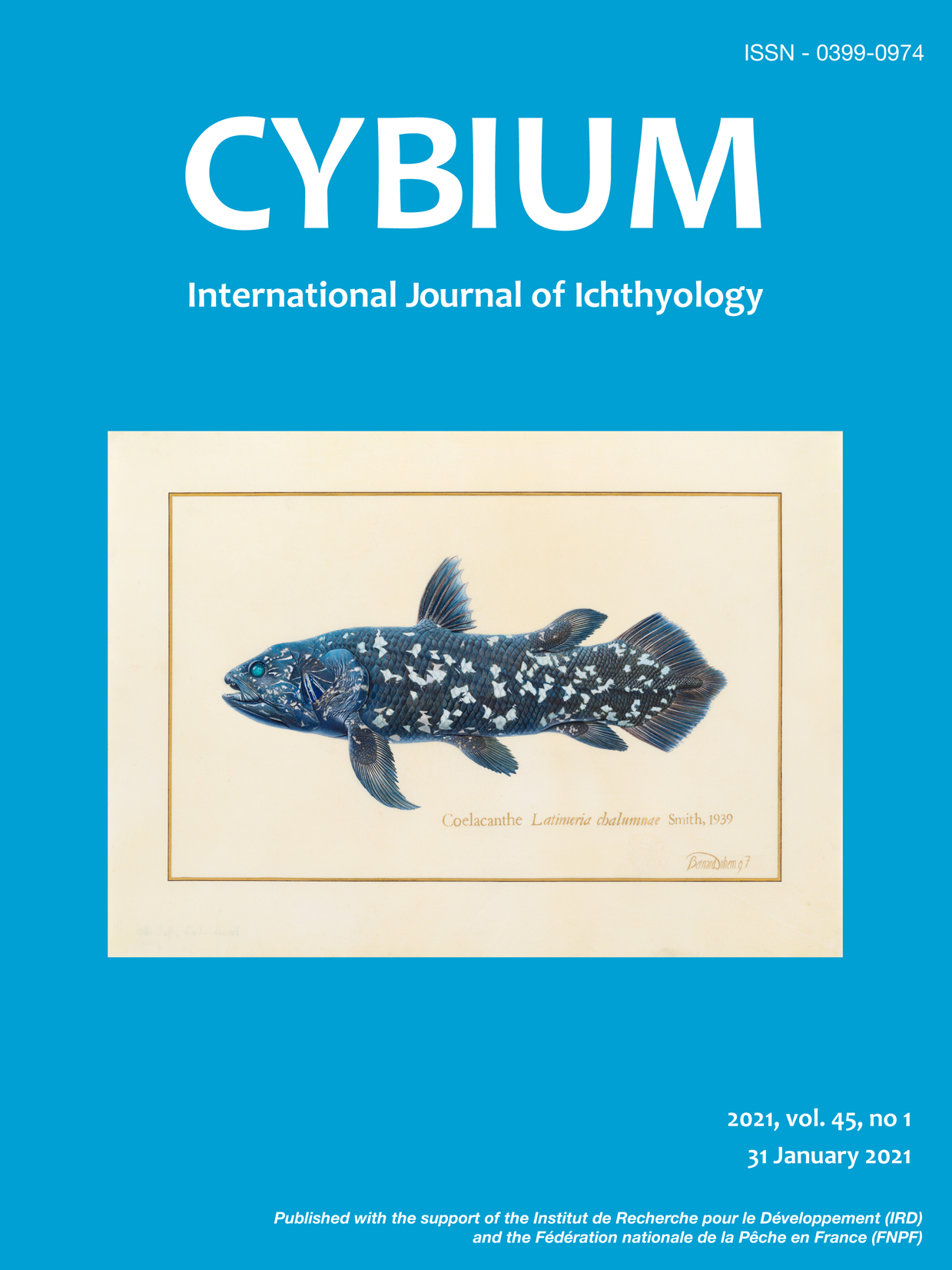
Couverture thématique de Cybium, 2021, vol. 45, n° 1.

Cybium, revue animée par des ichtyologistes bénévoles de la SFI, est la seule revue scientifique généraliste indépendante des éditeurs professionnels. Les articles sont évalués par deux arbitres anonymes (peer review). Les thèmes abordés par les articles sont rassemblés en 18 catégories. Deux thèmes restent dominants depuis l’origine : taxonomie et inventaires d'une part, premiers signalements d'autre part. Les autres catégories sont la morphologie, l’anatomie, l’ostéologie, l’âge et la croissance, la reproduction, la biologie générale, les régimes alimentaires, la physiologie, la génétique, la phylogénie, la biologie des populations, les pêches, l’éthologie, l’écologie, l’histoire des sciences et la paléoichtyologie. Alors que les thèmes abordés au cours des premières années concernaient essentiellement la systématique, la nomenclature des poissons et la description d’espèces nouvelles, peu à peu d’autres thèmes ont été abordés : biologie générale et écologie, pêches, anatomie, âge et croissance, régimes alimentaires.
Avec une parution régulière trimestrielle, Cybium est devenue une revue internationale d’ichtyologie de haut niveau, largement analysée par les plus grands journaux ou systèmes d’analyse de la littérature scientifique.
En 2021, Cybium, revue à comité de lecture, est dirigée par Olga Otero, paléoichtyologiste, aidée par une équipe de 8 rédacteurs et rédactrices adjoints.

## Organisation

### Présidents de la SFI
- 1976-1985 : Jacques Daget
- 1986-1987 : Marie-Louise Bauchot (en)
- 1988-1989 : Joseph Goubier
- 1990-1991 : Jean-Claude Hureau
- 1992-1994 : René Galzin
- 1995-2001 : Jean Allardi
- 2002-2006 : Mireille Gayet
- 2006-2015 : Jean Allardi
- 2016- : Philippe Keith[3]

## Autres activités

### Organisation des Rencontres de l'Ichtyologie en France (RIF)
Afin de diffuser les connaissances et de promouvoir l’ichtyologie, la SFI organise tous les trois ans à Paris, depuis l’an 2000, les Rencontres de l’Ichtyologie en France (RIF). Cette manifestation scientifique, de caractère international, a pour but principal de favoriser l’expression des jeunes ichtyologues en formation doctorale ou post-doctorale. Outre les travaux présentés par ces jeunes chercheurs, les RIF proposent des conférences invitées de collègues confirmés pour aborder les différentes thématiques de l’ichtyologie, des plus classiques aux plus modernes. C’est enfin l’occasion de faire l’état des connaissances dans les différentes disciplines de recherche menées dans nos organismes en France et permettre la genèse de collaborations transversales, autour d’un même objet qu’est le “poisson”.
La SFI inscrit son action dans la durée et souhaite maintenir son effort international vers les pays du sud, où la progression des connaissances en ichtyologie et en halieutique est indispensable pour que se mette en place un développement durable. C’est pourquoi il est prévu des bourses en soutien à la venue de jeunes chercheurs du sud.
Les meilleures communications orales et affichées sont récompensées et publiées suivant les règles de notre revue scientifique internationale Cybium.
La SFI appuie son action sur trois “piliers” qui sont : la publication et l’amélioration continue de sa revue internationale Cybium, son site internet (https://sfi-cybium.fr/) et l’organisation tous les trois ans de ces rencontres ichtyologiques.
La SFI tient à ce que ces rencontres soient pluridisciplinaires. Les sessions régulières englobent des thématiques très diversifiées telles que la systématique, l’écologie, la conservation, l’halieutique, la pisciculture ou encore l’écotoxicologie et la santé des poissons.
La 9e édition de cette manifestation scientifique sera organisée du 24 au 28 mars 2025 au FIAP à Paris.

### Divers
En septembre 2020, la SFI s’engage pour le climat et a signé une déclaration des sociétés scientifiques aquatiques mondiales sur la nécessité de prendre des mesures urgentes contre le changement climatique causé par l'homme, sur la base de preuves scientifiques (Statement of World Aquatic Scientific Societies on the Need to Take Urgent Action against Human-Caused Climate Change, Based on Scientific Evidence).